# Palotai János (labdarúgó)
Palotai János, Priskin (Békéscsaba, 1928. július 12. – Győr, 2010. június 13.) válogatott magyar labdarúgó, kapus. Testvére, Palotai Károly olimpiai bajnok labdarúgó és játékvezető.

## Pályafutása

### Klubcsapatban
A Szegedi Honvéd, majd a Győri Vasas ETO labdarúgója volt. Megbízható, kiegyensúlyozott játékos volt, aki a magas és lapos lövéseket is kitűnően védte.

### A válogatottban
1954-ben egy alkalommal szerepelt a válogatottban.

## Statisztika

### Mérkőzése a válogatottban
| Magyarország | Magyarország      | Magyarország         | Magyarország | Magyarország | Magyarország  | Magyarország | Magyarország | Magyarország |
| #            | Dátum             | Helyszín             | Hazai        | Eredmény     | Vendég        | Kiírás       | Gólok        | Esemény      |
| ------------ | ----------------- | -------------------- | ------------ | ------------ | ------------- | ------------ | ------------ | ------------ |
| 1.           | 1954. október 24. | Budapest, Népstadion | Magyarország | 4 – 1        | Csehszlovákia | barátságos   | -            | 76'          |
|              | Összesen          |                      |              | 1            | mérkőzés      |              | 0            | gól          |